# Paul Voitel
Paul Voitel (* 5. Dezember 1895 in Niederwürschnitz, Amtshauptmannschaft Stollberg; † 28. August 1963 in Oelsnitz/Erzgeb., Kreis Stollberg) war ein deutscher Politiker (KPD/SED) und Gewerkschafter. Er war Abgeordneter der Volkskammer der DDR.

## Leben

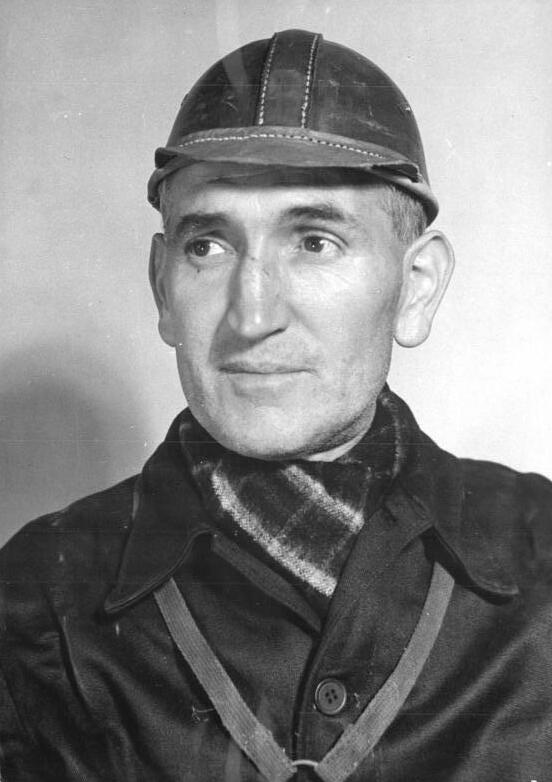
Paul Voitel (1951)

Voitel, Sohn eines Bergmanns, besuchte bis 1909 die Volksschule, arbeitete dann in der Landwirtschaft und ab 1910 im Bergbau. Von 1915 bis 1916 leistete er Kriegsdienst im Ersten Weltkrieg und geriet in französische Kriegsgefangenschaft, in der er bis 1920 verblieb. Nach seiner Rückkehr wurde er Mitglied der KPD sowie der Gewerkschaft. Er gehörte zu den Mitbegründern der KPD-Ortsgruppe in Niederwürschnitz. Voitel arbeitete zunächst wieder als Bergmann, von 1922 bis 1925 als Bauarbeiter und dann als Hauer. 1924 wurde er Mitglied der Roten Hilfe und beteiligte sich ab 1926 an Übungen des Roten Frontkämpferbundes. 1926 wurde er Betriebsratsmitglied im Schacht „Gottes Segen“ und gründete den Posaunenchor Niederwürschnitz.
Nach der „Machtergreifung“ der Nationalsozialisten 1933 beteiligte Voitel sich am Widerstand gegen den Nationalsozialismus und arbeitete bis Kriegsende als Bergmann.
Von 1945 bis 1948 war er Vorsitzender des Betriebsrates und 1948 bis 1953 Vorsitzender der Betriebsgewerkschaftsleitung auf dem Schacht. Von 1946 bis 1949 gehörte er dem Landesvorstand Sachsen und ab 1951 dem Zentralvorstand der IG Bergbau an. Seit 1946 Mitglied der SED, war er ab 1952 auch Mitglied der SED-Bezirksleitung Chemnitz und Kandidat ihres Büros. Von 1953 bis 1960 wirkte er als Werkdirektor im Steinkohlenwerk „Karl Liebknecht“ in Oelsnitz und war ab 1960 Mitarbeiter der Kontrollgruppe im Steinkohlenkombinat Oelsnitz.
Von 1950 bis 1954 war er Abgeordneter des Kreistages Stollberg und von 1954 bis 1963 Abgeordneter der Volkskammer.

## Auszeichnungen und Ehrungen
- Ehrentitel Verdienter Bergmann der Deutschen Demokratischen Republik (1951)[2]
- Vaterländischer Verdienstorden in Silber (1958)[3] und (1960)[4]
- Die Polytechnische Oberschule „Paul Voitel“ – die heutige Würschnitztalschule – in Niederwürschnitz trug seinen Namen.
- Die Schriftstellerin Regina Hastedt setzte ihm mit Wer sprengt den Ring? Die Henneckegeschichte des „Schachtvaters“ Paul Voitel ein literarisches Denkmal.[5]